# Cryptoscenea antennalis
Cryptoscenea antennalis is een insect uit de familie van de dwerggaasvliegen (Coniopterygidae), die tot de orde netvleugeligen (Neuroptera) behoort. 
De wetenschappelijke naam Cryptoscenea antennalis is voor het eerst geldig gepubliceerd door Meinander in 1972.